# Amegilla elsei
Amegilla elsei är en biart som beskrevs av Brooks 1988. Amegilla elsei ingår i släktet Amegilla och familjen långtungebin. Inga underarter finns listade i Catalogue of Life.